# Lose Control
Lose Control är en låt av den amerikanska rapparen Missy Elliott med gästartisterna Ciara och Fatman Scoop. Den släpptes som den första singeln från Elliotts sjätte studioalbum, The Cookbook (2005). Låten nådde nummer tre på Billboard Hot 100 i USA och topp trettio i andra länder. "Lose Control" certifierades guld av Recording Industry Association of America (RIAA).